# Mauro Henrique
Mauro Henrique Sousa (Brasília, 10 de novembro de 1983) é um cantor, compositor, multi-instrumentista e produtor musical, mais conhecido pelo seu trabalho como vocalista da banda Oficina G3, de 2008 até 2020. Anteriormente, participou de bandas denominadas "Vértice", "Superset", e "Fullrange", onde tocava baixo e fazia os vocais.

## Carreira
Antes de ingressar na banda Oficina G3, Mauro foi integrante de outras duas bandas de rock chamadas FullRange e Vértice (antiga banda do tecladista Jean Carllos). Tornou-se membro oficial do Oficina G3 durante a gravação do décimo álbum do grupo, Depois da Guerra.
Em 2013, Mauro lançou um projeto chamado Mauro Loop Sessions, destinado exclusivamente para workshops/workshow, com o intuito de explorar e demonstrar não somente sua técnica vocal, mas também o seu lado musical e tecnológico. Usando apenas a voz, violão e pedais (de efeito e de loop), Mauro reconstrói músicas de sua banda (Oficina G3) e de outros artistas, sem o auxílio de pré-gravações ou play back, com novos arranjos rítmicos, melódicos e harmônicos.
Em 2016, Mauro Henrique anuncia a Turnê Loop Session Friends, que contou com a participação de cantores da música cristã, como Leonardo Gonçalves e Guilherme de Sá (Ex-vocalista da Banda Rosa de Saron), Leonardo Gonçalves permaneceu na turnê até o fim de 2016, devido a sua pausa na carreira, em 2017 e anunciado Eli Soares, para prosseguir com a turnê, ocupando o lugar de Leonardo.
Em 2020 foi anunciado no canal do youtube da banda que Mauro Henrique não será mais vocalista do Oficina G3. Segundo Juninho Afram, G3 e Mauro continuam sendo amigos, tendo objetivos em comum, mas com divergência de ideias. O guitarrista ainda afirmou que ambas as partes entraram em um acordo saudável, tomando a decisão de cada um trilhar seu caminho.
No dia 6 de Maio de 2023, Mauro gravou o DVD Forma no Hard Rock Café em Curitiba, o projeto conta com várias músicas que ele já tinha soltado nas plataformas digitais, durante os anos e mais 4 músicas inéditas, tem participações do vocalista Vitim da banda de reggae Onze20, vocalista do Supercombo, Leo Ramos e do guitarrista Victor Pradella. 

## Vida pessoal
Sua primeira esposa, Jakylene Dantas, morreu no dia 2 de março de 2012, após dois anos de luta contra um câncer no pulmão e na coluna cervical. Mauro Henrique costumava usar as redes sociais para informar seus seguidores sobre o estado de saúde de sua esposa. O álbum Histórias e Bicicletas (Reflexões, Encontros e Esperança), da Oficina G3, foi dedicado a ela.
Atualmente é casado com Carine Bastos.

## Discografia
Solo
- 2021: Mauro
- 2024: Førma (Ao Vivo)

Com a Oficina G3
- 2008: Depois da Guerra
- 2010: D.D.G. Experience (DVD)
- 2013: Histórias e Bicicletas (Reflexões, Encontros e Esperança)
- 2014: Gospel Collection
- 2015: Histórias e Bicicletas (DVD)

Com outros músicos e bandas
- 2003: Vida - Vértice (vocais)
- 2007: FullRange EP - FullRange (vocais)
- 2012: Entre Irmãos Ao Vivo - Alexandre Aposan (participação com a Oficina G3 e FullRange)
- 2013: Latitude, Longitude - Rosa de Saron (vocal em "Latitude, Longitude")[5]
- 2013: Totalmente Rap, Totalmente Rock - Lito Atalaia (vocal em "A Graça Te Alcançou)[6]
- 2015: Éter - Scalene (vocal em "Terra")
- 2015: Paz - Heloisa Rosa (vocal em "Glorioso Dia")[7]
- 2016: Rogério - Supercombo  (vocal em "Monstros")
- 2017: Doze - Daniela Araújo (vocal em "Agosto")[8]
- 2021: Teu Grito - Irmã Ana Paula. Part. Adriana Arydes, Ana Gabriela, Ana Lúcia, Bruno Faglioni, Eliana Ribeiro, Dunga, Frei Gilson, Michael Castro, Thiago Brado, Walmir Alencar e Padre Adriano Zandoná.